# Anisotes diversifolius
Anisotes diversifolius är en akantusväxtart som beskrevs av Isaac Bayley Balfour. Anisotes diversifolius ingår i släktet Anisotes och familjen akantusväxter. Inga underarter finns listade i Catalogue of Life.